# Pachytriton xanthospilos
Pachytriton xanthospilos é uma espécie de anfíbio gimnofiono da família Salamandridae. Está presente na China. A UICN classificou-a como pouco preocupante.